# 51.º estado

A bandeira dos Estados Unidos com 51 estrelas.

51.º estado ou estado 51, no discurso político dos Estados Unidos, é uma frase que se refere a áreas que são consideradas candidatas, realmente ou ironicamente, para ser mais um dos já existentes 50 estados que já fazem parte dos Estados Unidos. Antes de 1959, quando o Alasca e o Havaí se juntaram aos Estados Unidos, o termo "49º estado" era usado.[carece de fontes?]

## Visão geral
Normalmente o termo é utilizado para se referir a uma possível mudança de status de algum dos territórios dos Estados Unidos de território para estado. Dentro desses territórios e distritos, o Distrito de Colúmbia e Porto Rico já aprovaram em referendo para se transformar em estado.
O termo "estado 51", quando usado em um sentido negativo, pode se referir a estados independentes que são considerados, ou realmente são, áreas de influência ou controle excessivo dos Estados Unidos. Em vários países ao redor do mundo, pessoas que acreditam que suas regiões e/ou cultura nacional se tornaram muito americanizadas, às vezes, usam o termo "estado 51" para se referir aos seus respectivos países. O termo geralmente se refere a populações não-americanas que imitam os maneirismos e a cultura de um americano, ou um político não-americano que é um defensor dos Estados Unidos, especialmente da sua política externa.

## Requerimentos Legais
O Artigo IV, Seção 3, Cláusula 1 da Constituição dos Estados Unidos autoriza o congresso a admitir novos estados dentro dos Estados Unidos. (além dos 13 estados originais que existiam na época que a constituição foi criada em 1788). Historicamente, a maioria dos estados criados pelo congresso eram Territórios organizados não incorporados.
Em alguns casos, um território inteiro se torna um estado, e em outros, apenas uma parte do território. Assim definido em 1953, as principais exigências para um território se tornar um estado são:
- Os habitantes deste estado proposto são simpáticos com o princípio de democracia assim exemplificado na Constituição Americana.
- A maioria dos eleitores assim desejam se tornar um estado
- O estado proposto possui uma população suficiente e recursos suficientes para manter um governo estadual, assim como arcar com os custos do Governo Federal.[7]

Geralmente o governo do território, conhecendo a vontade a população, realiza um referendo. O governo se reúne em uma convenção constitucional para escrever a Constituição estadual. Após aprovada a constituição, o pedido chega ao senado que adotaria uma resolução comum garantindo o status e o próprio presidente anuncia a inclusão do estado a União.